# Notlaufeigenschaft

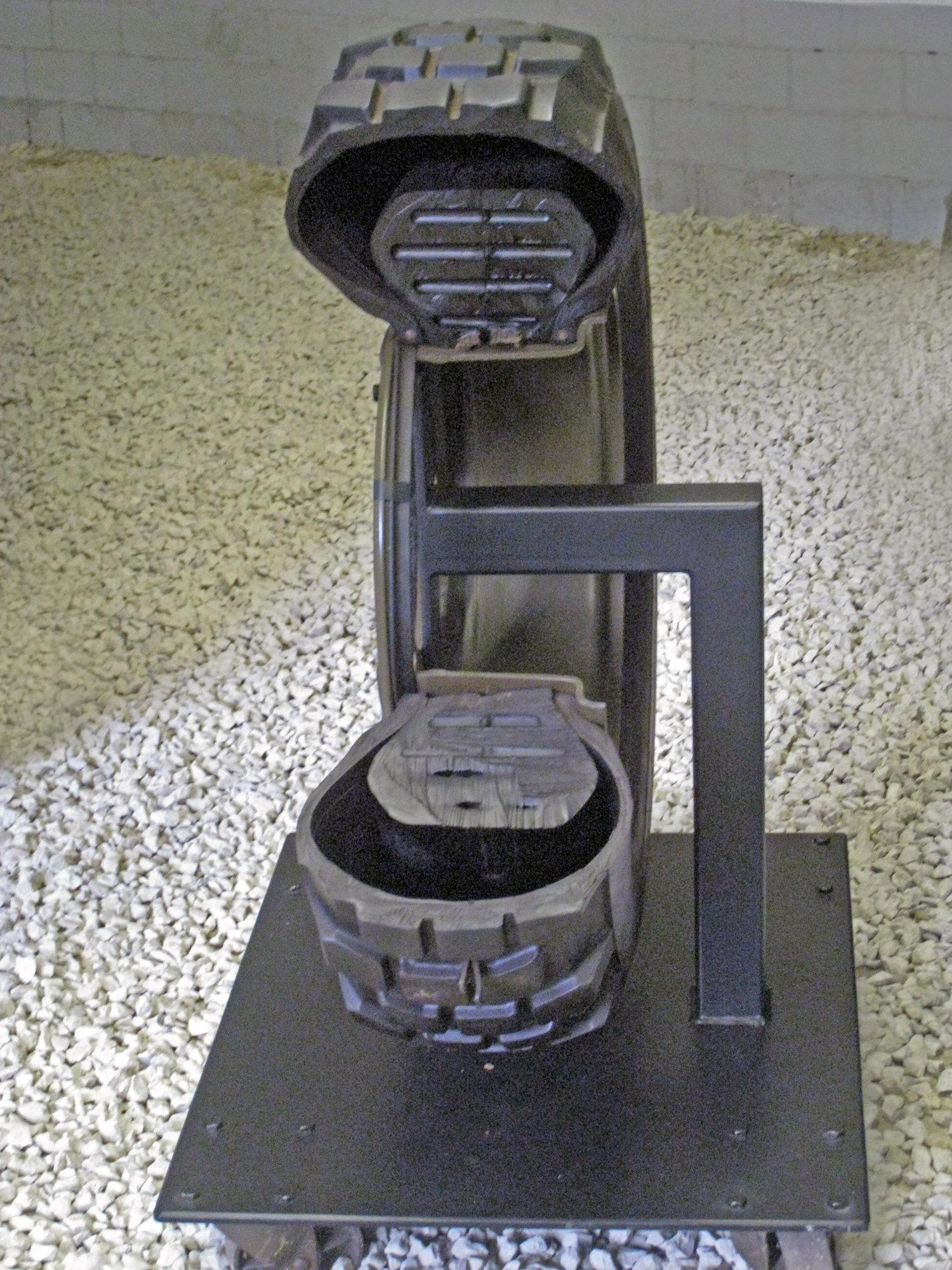
Schnittmodell eines Run-Flat-Reifens eines Mowag Piranha

Von Notlaufeigenschaften wird im technischen Sinne gesprochen, wenn ein technisches Teil auch bei irregulären Bedingungen über eine begrenzte Zeit seine ihm bestimmte Aufgabe erfüllt.

## Beispiele
- Lagerschalen von Gleitlagern, die auch beim Versagen der Schmierung noch über eine begrenzte Zeit funktionsfähig bleiben. Lagerwerkstoffe mit Notlaufeigenschaften sind z. B. Bronze, Rotguss und PTFE. Ebenso sind Werkstoffe mit Einlagerungen von Graphit oder Molybdändisulfid (MoS2) gebräuchlich.

- Ausfallsicheres Rad und Autoreifen, die auch bei Verlust der Luft noch gefahren werden können (sog. „Run-Flat-Reifen“).[1]

- Motoröl, das noch seine Funktionen erfüllt, obwohl deutlich zu wenig Öl im Motor ist und das Öl dadurch (mechanisch und/oder thermisch) „überstrapaziert“ wird.
- Ein selbstdichtender Treibstofftank verhindert seine Entzündung und den Verlust von Treibstoff nach Beschuss.